# Трука
Трука (Truká) — мёртвый неклассифицированный язык, который раньше был распространён в штатах Баия и Пернамбуку в Бразилии. В 1999 году число носителей насчитывалось 1.330 человек. С лингвистической точки зрения считается неклассифицированным языком из-за нехватки документов для классификации языка, которые позволяли бы его задокументировать. В настоящее время бывшие носители трука говорят на португальском языке.